# HEAVEN (JAYWALKのアルバム)
『HEAVEN』（ヘヴン）は、JAYWALKの17枚目のスタジオ・アルバム。1999年3月10日に、meldacから発売された。規格品番：MECR-30120。
CD帯のキャッチコピーは『私たちにとって"HEAVEN"とは何なんだろう?』。

## 概要
前作『J'S BROTHERS BAND』から1年振りの新作。先行シングルは「STARGAZER〜スターゲイザー〜」。中村耕一作曲による楽曲が1曲もない稀有な本作。スリーブ・ケース・パッケージ仕様。

## 収録曲
全作詞：知久光康／編曲：JAYWALK
1. 命をためそう（4:33）[1]
作曲：知久光康
2. もしも…（5:43）[1]
作曲：知久光康
3. STARGAZER〜スターゲイザー〜（4:42）[1]
作曲：杉田裕
4. HEAVEN（6:03）[1]
作曲：中川謙太郎
5. もう一度、君に恋しよう（5:17）[1]
作曲：杉田裕
6. 朝がくるまで（4:42）[1]
作曲：知久光康
7. Common Sense（5:35）[1]
作曲：知久光康
8. ONCE UPON A TIME (Instrumental)（1:56）[1]
作曲：知久光康・杉田裕
9. 生きる（4:06）[1]
作曲：杉田裕
10. 「なぜ…」（4:32）[1]
作曲：中川謙太郎
11. 雨に凍えて…（4:27）[1]
作曲：杉田裕
12. 掟-regulations-（5:17）[1]
作曲：杉田裕